# 松宮利佳
松宮 利佳（まつみや りか、8月6日 - ）は、福井放送 (FBC) の元社員。

## 人物・来歴
福井県鯖江市出身。血液型はO型。鯖江市鯖江中学校卒業。福井大学教育地域科学部音楽教育コースを卒業し、神戸大学大学院総合人間科学研究科人間行動・表現学コースを修了後福井放送（FBC）に入社。学生時代は、県の観光宣伝隊やスポレク福井2004のキャンペーンガールに選ばれた。FBCではラジオセンターのディレクターとして活躍し、2008年10月から2009年3月までは『夜はここからムジカ・ノート』のパーソナリティを務めた。

## 担当した番組

### 出演
- 夜はここからムジカ・ノート
- FBCラジオ土曜スペシャル（3月14日他数回）
- 民放ラジオ 101社統一キャンペーン「ラジオがやってくる!」（2009年3月3日午後はとことんワイド内）

### ディレクター
- どぉ～ンと土曜日（2008年4月-番組終了）